# Сегжа
Сегжа — река в России, протекает в Вологодском районе Вологодской области и Пошехонском районе Ярославской области. Устье реки находится в 61 км по левому берегу реки Согожа. Длина реки составляет 47 км.

## Список рек бассейна Сегжи
Систематический перечень рек бассейна. Формирование перечня проходило по принципу: река — приток реки — приток притока и так далее. Порядок притоков отсчитывается от истока к устью. Включены все притоки, именованные на топокартах масштаба 1:10000.
→ Левый приток

← Правый приток
- ← Синица (с Кабанкой образует Сегжу)
  - ← Чернава
- → Кабанка (с Синицей образует Сегжу)
- ← Елонка
  - → Каменка
- → Норобовка
- → Камешник
- → Язвич
- ← Нотелга
  - → Чёрный (с рекой Котёл образуют Нотелгу)
  - ← Котёл (с рекой Чёрный образуют Нотелгу; в верховьях Нотевга)
  - → Янгосорка
    - ← Чесная
- → Воронок

## Данные водного реестра
По данным государственного водного реестра России относится к Верхневолжскому бассейновому округу, водохозяйственный участок реки — Рыбинское водохранилище до Рыбинского гидроузла и впадающие в него реки, без рек Молога, Суда и Шексна от истока до Шекснинского гидроузла, речной подбассейн реки — Реки бассейна Рыбинского водохранилища. Речной бассейн реки — (Верхняя) Волга до Куйбышевского водохранилища (без бассейна Оки).
По данным геоинформационной системы водохозяйственного районирования территории РФ, подготовленной Федеральным агентством водных ресурсов:
- Код водного объекта в государственном водном реестре — 08010200412110000009816
- Код по гидрологической изученности (ГИ) — 110000981
- Код бассейна — 08.01.02.004
- Номер тома по ГИ — 10
- Выпуск по ГИ — 0